# ヘイデン法
ヘイデン法とは、1999年にアメリカ合衆国カリフォルニア州州法として提案され可決された戦時強制労働補償請求時効延長法のこと。第二次世界大戦中のナチスや日本の強制労働の賠償を可能にする。
2001年9月17日にサンフランシスコ連邦地方裁判所が、2003年1月21日にサンフランシスコ連邦高裁がヘイデン法は憲法違反と司法判断した。

## 名称
正式名称は法案番号SB1245「補償- 第二次世界大戦奴隷・強制労働」、法律216号「補償に関して民事訴訟法に第354条第6項を追加し、即時に発効さすべき緊急性を宣言する法律」。
また、日本では朝日新聞が「第2次世界大戦奴隷・強制労働賠償法」とも表記し、弁護士の戸塚悦朗は「戦時奴隷・強制労働補償請求の民事消滅時効延長立法」とも表記した）。

## 法案成立と施行
1999年2月26日、元反戦運動家でカリフォルニア州議会の州上院議員トム・ヘイデンと、おなじくロッド・パチェコ州下院議員・マイク・ホンダ州下院議員（当時）らが、第二次世界大戦中のナチスや日本の強制労働の賠償を可能にする州法として提案した。
同州法は7月15日にカリフォルニア州議会両院で全会一致で可決、施行された。この州法は1929年から1945年までの間のナチスドイツによる強制労働の被害者補償を目的としたもので、ナチスの同盟国であった日本の責任も追及できるとされた。提訴期限は2010年末で、それまでに提訴すれば時効は適用されないとされた。

## 日本の戦争犯罪に関するカリフォルニア州議会の非難決議
ヘイデン法成立直後の8月にマイク・ホンダ下院議員が、第二次世界大戦時の戦争犯罪について日本政府が公式謝罪と賠償を求める決議を提案、カリフォルニア州議会は採択した。なお、立法府(議会)は司法機関ではないため、決議には法的拘束力はない。
ホンダ議員が提案した「日本の戦争犯罪」とは、強制労働と5万人の捕虜抑留者の死、30万人の中国人を虐殺した南京大虐殺、従軍慰安婦の強要を指す。

### 対日非難決議と日系アメリカ社会での議論
議会ではジョージ・ナカノ下院議員が「日本に対する古い敵意をあおることは、日系人に対する反発を駆り立てる」として反対し、また原爆投下は残虐行為ではないかとする緑の党議員に対して民主党議員は「原爆投下によって戦争終結をはやめ、多くの人命が救われた」と反論するなどした。
ホンダ議員とナカノ議員の対立は、日系アメリカ人社会の内紛ともなり、ダニエル・イノウエ上院議員がナカノ議員側を支持した。マイク・ホンダ議員は中国系の反日団体の世界抗日戦争史実維護会から多額の献金を受領し緊密な連携をとっているとして、ナカノ議員はホンダ議員が対日非難活動を行う理由は「選挙キャンペーンでの政治献金の問題だ」と語っている。

## ドイツ・日本企業への戦時強制労働の賠償請求運動
ヘイデン法成立後、同法を根拠にしてシーメンスやフォルクスワーゲン、ドイツ銀行などがナチス時の強制労働の損害賠償をユダヤ系団体から請求され提訴された。ドイツ企業への訴訟と並行して、日本企業への集団訴訟もカリフォルニア州で相次いだ。
1999年8月11日、元米兵が太平洋戦争時に捕虜となり炭鉱で強制労働させられたとして三井鉱山、三井物産など日系企業を損害賠償でロサンゼルス郡上位裁判所に提訴。9月7日には在米韓国人が八幡製鐵での労働についてワシントン地裁に提訴し、担当したサンディエゴ市在住のデービッド・ケーシー弁護士は「これは始まりに過ぎない。今後、米国内でこの種の訴訟は激増する」と声明を発表した。翌日の1999年9月9日には中国系の反日市民団体の抗日戦争史実維護会が元米兵・中国・朝鮮人ら約500人が日本企業1000社に対して損害賠償を求める集団訴訟を行うと発表した(#反日ロビー団体などの支援活動で後述)。
1999年9月14日、元米兵が三菱マテリアル、三菱商事をオレンジ郡上位裁判所に提訴。10月8日には韓国系アメリカ人が太平洋セメントを集団訴訟の形式でロサンゼルス郡地裁に提訴した。10月22日には在米韓国人が石川島播磨重工業と住友重機械工業を集団訴訟でサンフランシスコ上位裁判所に提訴し、訴状では戦時中日本に強制連行された朝鮮人の総数は約600万人で、約150万人が日本本土に連行されたと主張された。2000年2月24日、元英兵がジャパンエナジーを提訴した。

### 反日ロビー団体などの支援活動
1999年9月9日には中国系の反日市民団体の抗日戦争史実維護会（世界抗日戦争史実維護会）が日本に強制労働を強いられた元米兵・中国・朝鮮人ら約500人が日本企業1000社に対して損害賠償を求める集団訴訟を行うと発表。抗日戦争史実維護会は世界に41の支部を持ち、対日集団訴訟を支援した。同団体はアイリス・チャンの著書『ザ・レイプ・オブ・南京』の宣伝販売を行うなどの活動でも知られ、サンディエゴ州立大学名誉教授アルビン・コークスは対日集団訴訟が広がった背景には、史実として未確認の叙述の多いアイリス・チャンの著書の影響があり、「南京大虐殺＝第二次大戦の忘れられたホロコースト」という文言がアメリカで独り歩きしていると指摘した。
このほか、サンフランシスコに本部を置く国際NGO「アジアでの第二次世界大戦の歴史を保存するための地球同盟」や、在米韓国・中国人からなる反日団体の「ワシントン慰安婦問題連合Inc (Washington Coalition for Comfort Women Issues Inc.)」なども集団訴訟を支援した。ワシントン慰安婦問題連合は1992年12月に結成され、2000年12月の東京での女性国際戦犯法廷にも関わり、また抗日戦争史実維護会と同じく『ザ・レイプ・オブ・南京』の宣伝販売を支援した。
古森義久は、これらの反日組織は日本の戦争犯罪を誇張し、日本の賠償や謝罪の実績をなかったことして非難を続けるとした。さらに対日攻撃の手段が米国での訴訟やプロパガンダであり、慰安婦問題訴訟はその典型であり、「米国での日本糾弾は超大国の米国が国際世論の場に近いことや、日本側が同盟国の米国での判断やイメージを最も気にかけることを熟知したうえでの戦術だろう」と評している。集団訴訟の原告側の弁護士は2001年春に上海で開かれた慰安婦問題シンポジウムに参加している。

### 日本政府の対応
1999年11月9日、柳井俊二駐米大使は日本国との平和条約第14条、19条で請求権問題は解決しており、集団訴訟には法的根拠がないと答弁した。また対日集団訴訟は、ナチス戦争犯罪追及に便乗したもので「日本はそのような犯罪は犯していない。杉原千畝氏のような人もいる。ナチスと一緒にされてはたまらない」と述べた。

## 米国各州での州法法案提出
カリフォルニア州でヘイデン法が成立すると、アメリカの他の州でも同様の法案の提出が相次いだ。1999年11月4日、民主党シューマ−議員がユダヤ人団体の訴えを支援して、ヘイデン法と同様の法案を米上院に提案した。2000年4月には東部のロードアイランド州上院議会でヘイデン法と同様の法案が可決され、さらにネブラスカ州、カンザス州、ウエストバージニア州、テキサス州、フロリダ州、ジョージア州、ミズリー州などでも同様の法案が提出された。
2000年5月16日には韓国人とフィリピン人グループらが日本企業27社を提訴、原告集団は数十万人にのぼった。2000年8月22日、中国人が三菱グループをロサンゼルス郡上位裁判所に提訴、原告集団は数十万人。

## 米国政府の対応

### 米上院司法委員会公聴会
2000年6月28日の米上院司法委員会公聴会で共和党のハッチ委員長は「日本はビルマに賠償しており、米国民も日本に賠償請求する権利がある」と述べた。これに対して国務省ベタウアー法律顧問代理は「日本国との平和条約26条はソ連など共産主義国との講和交渉で、日本に領土問題などで不当な要求を受け入れさせないための措置だった」として、企業への民事訴訟は想定されていないと答弁した。
ハッチ委員長は「条文解釈を再検討すべき」と述べた。ウォールストリート・ジャーナルは2000年8月30日の社説で、「戦時中の日本軍の残虐行為を忘却してはならないが、今の日本企業を半世紀以上前に起こった行為ゆえに非難することは軽々しくすべきではない」として、平和条約による請求権放棄、また日本は戦後、中国をはじめとして270億ドルの賠償金および多額の対外経済協力を行なってきたと、原告側を批判した。

## 慰安婦訴訟
2000年9月18日、第二次世界大戦中に日本軍に慰安婦にさせられたとする在米中国人や韓国、フィリピン、台湾人女性ら計15人が、日本政府を相手取って損害賠償請求の集団訴訟をワシントン連邦地方裁判所で起こした。原告のなかにはアメリカ市民でないものも多かったが外国人不法行為請求権法に依拠した。アメリカに限らず国際民事訴訟においては外国主権国家に対して主権免除の原則があり、外国の国家を裁くことはできないが、アメリカ法の外国主権者免責法 (en:Foreign Sovereign Immunities Act; FSIA) では国家の商業行為は例外とされており、元慰安婦ら原告側は「日本軍慰安婦制度には商業的要素もあった」として訴えをおこした。

### 日本政府の対応
日本政府は「日本国との平和条約（サンフランシスコ講和条約）での国家間の合意で解決ずみ」としてワシントン地裁に訴えの却下を求めた。

### 連邦地方裁判所判決「ウォーカー判決」
2000年9月21日、サンフランシスコ連邦地方裁判所は「日本国との平和条約において請求権は決着済み」「追加賠償を求めることは同条約によって阻まれている」として元米兵や元連合軍人らの集団訴訟12件に対して請求棄却した。
集団訴訟の請求内容が日本国との平和条約に密接に関係するため、サンフランシスコ連邦地方裁判所のボーン・R・ウォーカー判事が「アメリカの連邦法や条約に関わる訴訟は連邦裁判所が裁判管轄権を有する」として27件を一括処理した。
ウォーカー判事は、元軍人による13件の訴訟については、連合国が対日賠償請求権を放棄した日本国との平和条約14条に抵触することは明白とし、さらに原告が日本国との平和条約26条について「日本は他の六カ国との協定で賠償責任を認める好条件を出したから、連合国国民も請求できる」と主張した件については「26条の適用請求を決定するのは条約の当事者である米国政府であって、原告個人ではない」と却下した。他方、中国・韓国人・フィリピン人らの集団訴訟には他の争点があるため審理継続とされた。
2000年10月31日、米上院は「強制労働被害者と日本企業の賠償問題について政府は最善の努力をすべき」とする決議案を全会一致で可決した。

## サンフランシスコ講和条約とヘイデン法の憲法違反
2000年12月13日の法廷でウォーカー連邦裁判事は5件を請求棄却し、これにより元軍人の請求はすべて棄却され、「戦後補償は平和条約で解決済み」とする日米両政府の立場が司法判断で確認された。
被告側のマーガレット・ファイファー弁護士は「フィリピンは平和条約を批准しており、賠償請求権はない」とし、条約締結国でない韓国と中国については日韓基本条約と日中共同声明が日本国との平和条約の枠内にあり、請求権は放棄されていると述べた。
サンフランシスコ連邦地方裁判所での裁判では、米司法省代理人は「カリフォルニア州法それ自体が合衆国憲法に違反し、アメリカと日本、韓国、中国、フィリピンの国際関係を破壊するもの」と指摘した。
クリントン民主党政権下の米政府の意見書では
「平和条約は中国や韓国との賠償問題については二国間条約で解決するよう求め、日本はそれを果たした」
「こうした各条約の枠組みが崩れた場合、日本と米国および他国との関係に重大な結果をもたらす」
と明記された。
2001年5月、共和党ブッシュ政権下の司法省はワシントン地裁に法廷助言（アミカス・キュリエ）を行い、「日本国との平和条約の解釈が論点となる訴訟の管轄権は連邦裁判所に属する」とし、またアメリカ政府は外国主権者免責法にもとづき日本政府の要請を支持すると表明した。2001年6月にはアメリカ上院司法委員会の公聴会で国務省・司法省ともに「訴訟は無効」とした。
2001年9月4日、元米兵が日本政府に1兆ドルの賠償金を請求して提訴。9月6日に、米国務省のバウチャー報道官が対日賠償請求運動について「平和条約で決着済み」と声明を出しさらに8日にはパウエル国務長官が同見解を述べた。

### 司法省と国務省が対日賠償訴訟に関して意見陳述を行うことを禁じる修正条項法案
しかし、9月10日には米上院で、司法省と国務省が対日賠償訴訟に関して意見陳述を行うことを禁じる修正条項法案が可決した（提案者は共和党ボブ・スミス上院議員）。2001年9月11日、アメリカ同時多発テロ事件が発生。10月には元駐日大使のトーマス・フォーリー、ウォルター・モンデール、マイケル・アマコストが修正法案は「米国の安全保障に緊要な条約の破棄になりかねない法案」であり、「訴訟に根拠を与えるいかなる措置も平和条約の重要な条項に違反する」として、日本国との平和条約は米国の太平洋地域の安全保障の要石であり、またドイツは連合国と平和条約を締結しなかったが、日本はドイツと異なり明確に決着したこと、また元軍人には日本からの接収資産から一人3000ドル（2万3000ドル）の補償もすでに行われていると批判した。11月20日、米国議会は上下両院で可決した修正法案を最終審議の議会両院協議会で抹消した。
2001年9月17日、米連邦裁ウォーカー判事は中国・韓国・フィリピン人による対日賠償請求訴訟について「フィリピンは平和条約を批准しており、賠償請求をできない」、中国・韓国人については「ヘイデン法が憲法違反であり、したがって訴訟も無効」と判決し、訴えを却下した。原告は控訴。
2001年10月4日、ワシントン米連邦地裁は慰安婦訴訟について日本側の主張を認め請求棄却。原告側はD.C.巡回区控訴裁判所（高裁）へ控訴。

## 連邦高裁によるヘイデン法憲法違反判決
2003年1月15日にカリフォルニア州高裁は、1999年に施行された戦時中の強制労働への賠償請求を認めたカリフォルニア州法は合憲とした。しかし、1月21日にサンフランシスコ連邦高裁は
「アメリカ合衆国憲法は外交権を連邦政府のみに与えており、戦後補償をめぐりカリフォルニア州が訴訟を起こす権利を州法でつくり出すことはできない」
「個人の賠償を解決するために裁判所を使うことは米国の外交権に反する」
としてカリフォルニア州法のヘイデン法を憲法違反と司法判断し、日本企業への集団訴訟28件をすべて却下した。

## ワシントン高裁と米国最高裁の最終判決
慰安婦訴訟についてワシントンD.C.巡回区控訴裁判所（高裁）が主権免除の商業活動例外は法の不遡及によって適用されないとして2003年6月27日に一審判決を支持し棄却。
2003年10月6日、米国連邦最高裁判所は上告棄却。
2004年6月14日、米国連邦最高裁判所はワシントン高裁へ差し戻す。
2005年6月28日、ワシントン高裁は平和条約と請求権については司法府に審査権が付与されない政治的問題として一審判決を再び支持した。原告側は最高裁へ再審請求し、2006年2月21日にアメリカ合衆国最高裁判所は、却下の最終司法判断を下した。

## 最高裁判決後
2006年2月21日のアメリカ最高裁の判決によって米国の司法当局および裁判所が日本軍慰安婦案件については米国で裁くことはできなくなり、また米国で訴訟を起こすこともできなくなった。これらの集団訴訟に際してアメリカ合衆国政府・国務省・司法省は一貫して「サンフランシスコ平和条約で解決済み」との日本政府と同じ立場を明言している。ただし立法府（議会）はこの限りではないため、その後も下院などで非難決議が出されていく。

### 米国下院決議
2007年1月末に民主党のマイク・ホンダ下院議員らが慰安婦問題に関する日本への謝罪要求決議案を提出した。過去にも同種の決議案は提出されていたが、いずれも廃案になっていた。2月15日の下院公聴会で、李容洙、金君子、ジャン・ラフ・オハーンの3人の元慰安婦が証言。

#### 日本政府の対応
安倍晋三首相は2007年3月1日に「旧日本軍の強制性を裏付ける証言は存在していない」と発言、3月5日には対日決議案は「客観的事実に基づいていない」と述べた。安倍首相は他方で当時の慰安婦の経済状況について考慮すべきこと、斡旋業者が「事実上強制していたケースもあった。広義の解釈では強制性があった」とも発言した。この安倍発言は国内外で大きな波紋を呼び、ワシントンポストは「二枚舌」と批判した。対日非難決議案の動きについて麻生太郎外務大臣は3月11日のフジテレビ番組で北朝鮮、韓国、中国などによる日米離間（分断）の反日工作と指摘した。3月31日には元慰安婦へ補償を行なってきたアジア女性基金が解散。
安倍内閣は、2007年3月16日付で、「河野談話をこれからも継承していく」としつつ、「官憲が家に押し入って人さらいのごとく連れて行くという強制性、狭義の強制性を裏付ける証言はなかった」とし、「政府が発見した資料の中には、軍や官憲によるいわゆる強制連行を直接示すような記述は見当たらなかった」とする政府答弁書を閣議決定した。また第二次安倍内閣においては、総裁選から衆議院選挙を経て一貫して「河野談話の見直し・改変」を唱えていたが、2013年5月24日、「安倍内閣の閣議決定は河野談話を引き継いでいる」と辻元清美の質問主意書には応えている。
2007年4月3日、米議会調査局報告書で日本軍は朝鮮半島での直接の徴集を行っていないこと、これまでに日本は謝罪や賠償努力を行なってきたことを指摘して、これ以上の賠償要求を行うことに疑問を呈した。安倍首相は4月27日に初訪米し「私の真意が正しく伝わっていない」と、また慰安婦が当時苦しい状況にあったことに「心から同情する」と述べた。前日の4月26日にはワシントン・ポストに在米韓国人団体が「日本は全面的な責任をとったことは一度もない」と意見広告を掲載した。
2007年5月4日のAP通信が終戦直後のGHQと特殊慰安施設協会 (RAA) について報道。ホンダ議員はRAAについても議会調査局に調査依頼した。

### 米国下院121号決議
2007年6月26日にアメリカ合衆国下院外交委員会でアメリカ合衆国下院121号決議は賛成39票、反対2票で可決。続く7月30日、米下院本会議でナンシー・ペロシ下院議長のもと可決した。
下院121号決議では日本軍慰安婦制度を「かつてないほどの残酷さと規模であった20世紀最大の人身売買の1つ」とし、「性奴隷にされた慰安婦とされる女性達への公式な謝罪、歴史的責任、あらゆる異論に対する明確な論破及び将来の世代にわたっての教育をすることを日本政府に要求する」と明記された。